# Albertavenator curriei
Albertavenator curriei ("cazador de Alberta de Philip J. Currie") es la única especie conocida del género extinto Albertavenator de dinosaurio terópodo trodóntido, el cual vivió a principios de la época del Maastrichtiense hace aproximadamente 71 millones de años a finales del período Cretácico, en lo que es hoy Norteamérica. Solo se ha nombrado a una especie, A. curriei, nombrada en honor del paleontólogo canadiense Philip Currie, con base en un hueso frontal izquierdo parcial hallado en la Formación Cañón Horseshoe en Alberta, Canadá. El descubrimiento de Albertavenator indica que la diversidad de dinosaurios pequeños puede haber sido subestimada debido a la dificultad de identificar especies a partir de restos fragmentarios.

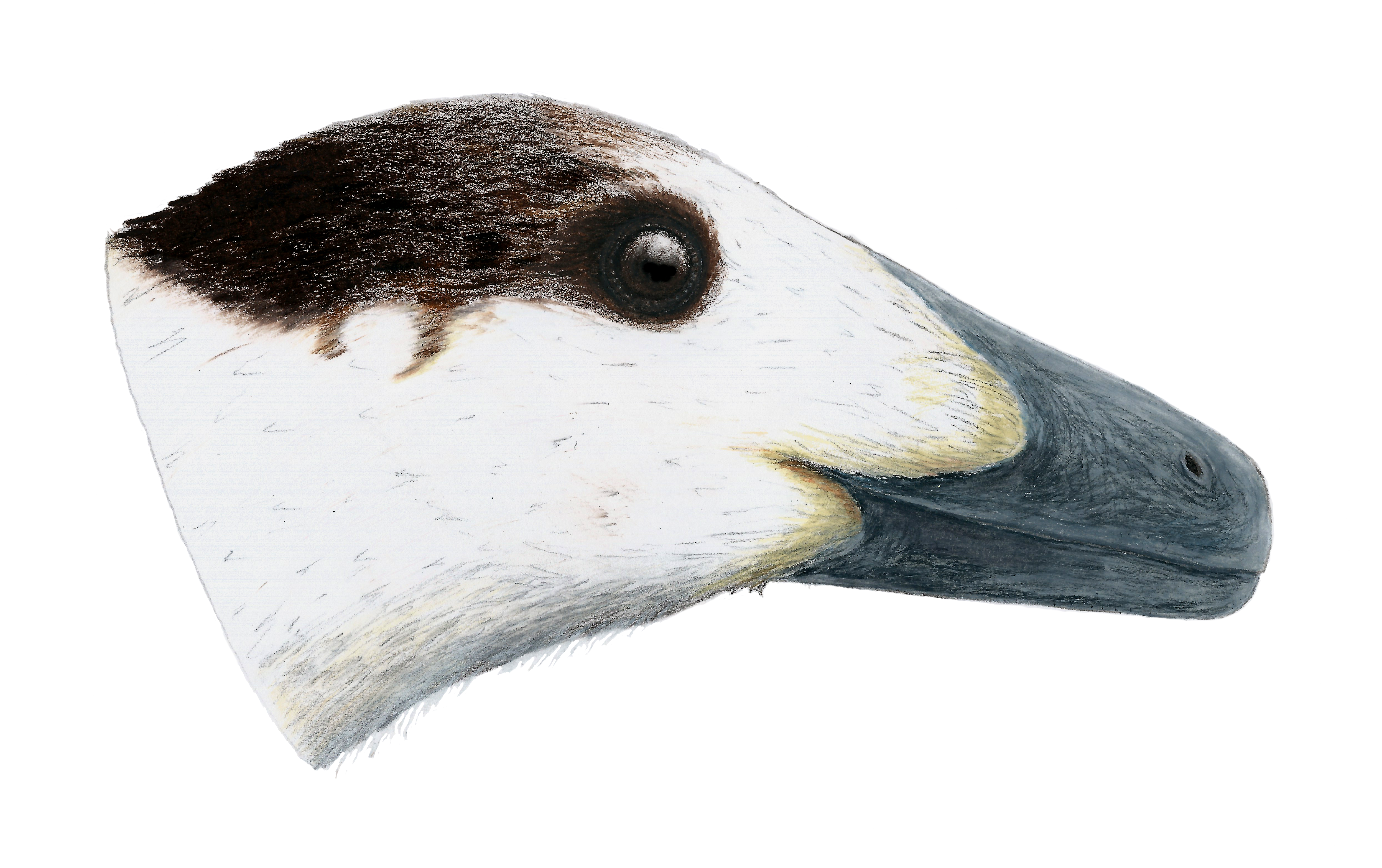
Recreación en vida.

Albertavenator es un troodóntido bastante grande, con una longitud de casi 2 metros y un peso de sesenta kilogramos. Los descriptores identificaron tres características distintivas. Son autapomorfias , propiedades derivadas únicas. El agujero principal por encima de la órbita anterior está cortado anteriormente por la carilla que contiene el hueso lagrimal. La superficie superior del hueso frontal es relativamente más corta que en todos los demás troodóntidos conocidos, siendo menos del 30% más larga que ancha. En la interfaz entre el hueso frontal y el hueso parietal, un colgajo óseo interno agrandado del hueso frontal se superpone significativamente al exterior de la rama anterior del hueso parietal.
En 1993, se encontró un trozo de cráneo en el ferry Bleriot en el río Red Deer que primero se confundió con un fósil de Troodon. Sin embargo, investigaciones posteriores apuntaron a que pertenecía a una nueva especie. En 2017, David C. Evans, Thomas M. Cullen, Derek W. Larson y Adam Rego nombraron y describieron la especie tipo Albertavenator curriei. El nombre del género vincula el nombre de Alberta con el latín venator, "cazador". El nombre de la especie honra a Philip John Curie, un experto en troodóntidos.
El holotipo, TMP 1993.105.0001, ha sido encontrado en una capa del depósito Horsethief de la Formación Horseshoe Canyon que data del Maastrichtiense temprano , de aproximadamente setenta y un millones de años. Consiste en un hueso frontal izquierdo al que le falta la rama posterior. Se asignó un segundo fósil a esta especie, el espécimen TMP 1996.005.0008, un hueso frontal derecho de un individuo más pequeño encontrado en 1996 en Morrin Bridge.
Albertavenator fue colocado en Troodontidae. No se realizó ningún análisis cladístico . Albertavenator se destaca de otros materiales canadienses. Se propuso ya no asignarlo a Troodon ya que este taxón se basa en dientes y las características de los dientes no pueden distinguir entre Albertavenator y el otro material. El nombre Stenonychosaurus está disponible para este último.